# Я буду чекати тебе завжди
Я буду чекати тебе завжди — український мелодраматичний чотирьох серійний мінісеріал Олександра Ітигілова.

## Опис
Олена вступила у сільськогосподарську академію, але вирішила перейти на заочне навчання, щоб поїхати жити та працювати до любої бабусі в селище. Але не лише вона повернулася додому: з армії повернувся і друг її дитинства Толік. Він робить спроби залицяння до Олени й навіть підсилає до них у будинок сусідку, щоб посватати дівчину. Але Олена відмовляє: у неї й так все добре, а до шлюбу вона піде тільки з коханим.
Бабуся-бухгалтерка влаштовує Олену в теплицю, де працює сама. Толік і в звичайний час не проти випити, а після відмови і зовсім починає пиячити. У цей час з Лондона прилітає син директора теплиці, і людські долі переплутуються все сильніше...

## У ролях
| Актор               | Роль                                          |
| ------------------- | --------------------------------------------- |
| Лілія Хасанова      | Олена Строгова                                |
| Ігор Несвєтаєв      | Владислав Кузнєцов                            |
| Артем Григор'єв     | Анатолій Ляхов                                |
| Ольга Матешко       | Клавдія Степанівна                            |
| Наталія Хорохоріна  | Поліна, мати Анатолій                         |
| Микола Боклан       | Микола Миколайович Кузнєцов                   |
| Анна Канаріс        | Вероніка Гур'янова                            |
| Анна Лєгчілова      | Ольга, дружина Кузнєцова                      |
| Сергій Калантай     | Сергій Іванович Гур'янов, банкір              |
| Дарія Іванова       | Валя, продавчиня                              |
| Наталія Васько      | Алла, дружина Гур'янова                       |
| Анастасія Касілова  | Оксана                                        |
| Віталіна Біблів     | Дуся                                          |
| Віктор Сарайкін     | Степан Іванович Лаптєв, дільничний міліціонер |
| Світлана Косолапова | Світлана, секретарка Кузнєцова                |
| Микита Пархоменко   | Ігор                                          |
| Юрій Потапенко      | Федір, сусід Олени                            |
| Саак Дурян          | приятель Анатолія                             |
| Денис Толяренко     | Льоша, приятель Анатолія                      |
| Олег Примогенов     | Павло                                         |
| Інна Мірошниченко   | фельдшер Людмила                              |
| Ігор Зоров          | лікар                                         |
| Віталій Семенцов    | священник                                     |
| Олексій Авраменко   | коханець                                      |
| Олександр Свірідов  | поліціянт                                     |
| Христина Ярошенко   | Тамара Федорівна, господиня ферми             |
| Юлія Гершаник       | циганка                                       |
| Юлія Мотрук         | епізод                                        |
| Анастасія Сердюк    | епізод                                        |
| Оксана Вороніна     | епізод                                        |
| Марина Кукліна      | папік                                         |
| Юлія Волчкова       | епізод                                        |
| Ліна Будник         | епізод                                        |